# Kisláng
Kisláng is een plaats (község) en gemeente in het Hongaarse comitaat Fejér. Kisláng telt 2658 inwoners (2001).